# Maluku (Kinshasa)
De gemeente Maluku is een gemeente in het district Tshangu in de stadsprovincie Kinshasa, hoofdstad van de Democratische Republiek Congo.
Maluku ligt in het oosten van Kinshasa aan de zuidelijke oever van de Kongo, ten oosten van Pool Malebo, en is met 7.948,8 km veruit de grootste van de 24 gemeentes in de stadsprovincie Kinshasa, waarvan het 79% van de oppervlakte beslaat. Het is het verst afgelegen van het stadscentrum. 
| \| De 4 districten en 24 gemeentes van Kinshasa \| |                   |  |
| District Lukunga District Funa District Mont-Amba District Tshangu Brazzaville Kongo Pool Malebo M'Bamou Baai van Ngaliema Gombe Barumbu Kin. Ling. K.-V. Ng.-Ng. Kal. Banda- lungwa Kintambo Ngaliema Selembao Bumbu Makala Ngaba Lemba Limete Matete Kisenso Masina Ndjili Kimbanseke Nsele Mont-Ngafula N. M.-N. Ns. Kim. Maluku |                   |  |
| afkortingen: stadscentrum: Kinshasa (Kin.), Kasa-Vubu (K.-V.), Lingwala (Ling.), Ngiri-Ngiri (Ng.-Ng.) provinciekaart: Ngaliema (N.), Mont-Ngafula (M.-N.), Kimbanseke (Kim.), Nsele (Ns.) |                   |  |
| De 4 districten en 24 gemeentes van Kinshasa | Vlag van Kinshasa |  |